# Juża
Juża – miasto w Rosji, w obwodzie iwanowskim. W 2010 roku liczyło 14 170 mieszkańców.